# Юристовский, Миколай
Миколай Юристовский (пол. Mikołaj Jurystowski) (5 мая 1872 года, Австро-Венгрия — 2 января 1938 года, Каменки, Тарнопольское воеводство, II Речь Посполитая) — австро-венгерский и польский дипломат. Посол Польши в Греции и Бразилии.

## Биография
Происходил из крестьянской семьи. В 1895 году окончил юридический факультет Львовского университета. Два года работал в районом суде во Львове. В 1897 году поступил на консульскую службу Австро-Венгрии. Первой должностью была работа в Морском управлении в Триесте. В 1899 году назначен консульским атташе в генеральном консульстве Австро-Венгрии в Салониках. С 1900 года в консульстве в Куритибе, где авансирован на вице-консула, а в 1901 году назначен консулом. В 1903 году переведен в Кёльн, в 1904 в Македонию. Также несколько раз включался в состав австро-венгерских делегаций на международных конференциях.
В 1905—1911 консул в Цетине (Княжество (с 1910 Королевство) Черногория). Одновременно в 1909—1910 годах руководил консульством в Ускюбе (Скопье). В 1911—1914 годах консул в Виннипеге. Затем короткое время руководил консульством в Санкт-Галлене. С октября 1914 по июль 1915 представитель Австро-Венгрии в Международной контрольной комиссии Албании. Затем до июля 1916 работал в Копенгагене.
С 1 августа 1916 года до падения Австро-Венгрии референт центрального аппарата Министерства иностранных дел по делам австро-венгерских пленных в странах Антанты. 25 января 1917 года получил чин генерального консула II класса.
После получения Польшей независимости перешёл на польскую дипломатическую работу. 17 февраля 1919 года получил чин полномочного министра. До мая 1919 года работал в Политическо-дипломатическом департаменте, которым руководил Здзислав Окенцкий. 24 мая получил назначение заместителем посла в Лондон, но этот пост не занял, так как 18 июля был назначен заместителем посла в Париж, занимая этот пост до 1 января 1921 года.
1 января 1921 года назначен послом Польши в Афинах. Занимал этот пост до 6 июня 1924 года. С 16 августа 1924 до 28 февраля 1927 — посол Польши в Бразилии (Рио-де-Жанейро). Затем выведен из действующего состава, а 31 августа 1927 года на пенсии.